# Exámetro
El exámetro es una unidad de longitud que equivale a un trillón de metros y aproximadamente a 100 años luz. Su símbolo es Em.

## Equivalencias en el SI
- 1018 = 1 000 000 000 000 000 000 m

- Datos: Q3277907